# Pasinger Marienplatz
Der Pasinger Marienplatz ist der zentrale Platz der ehemals selbständigen Stadt Pasing, die 1938 nach München eingemeindet wurde. Um den Platz vom bekannteren Marienplatz in der Münchner Altstadt zu unterscheiden, trägt er seitdem den Zusatz Pasinger Marienplatz.

## Geschichte

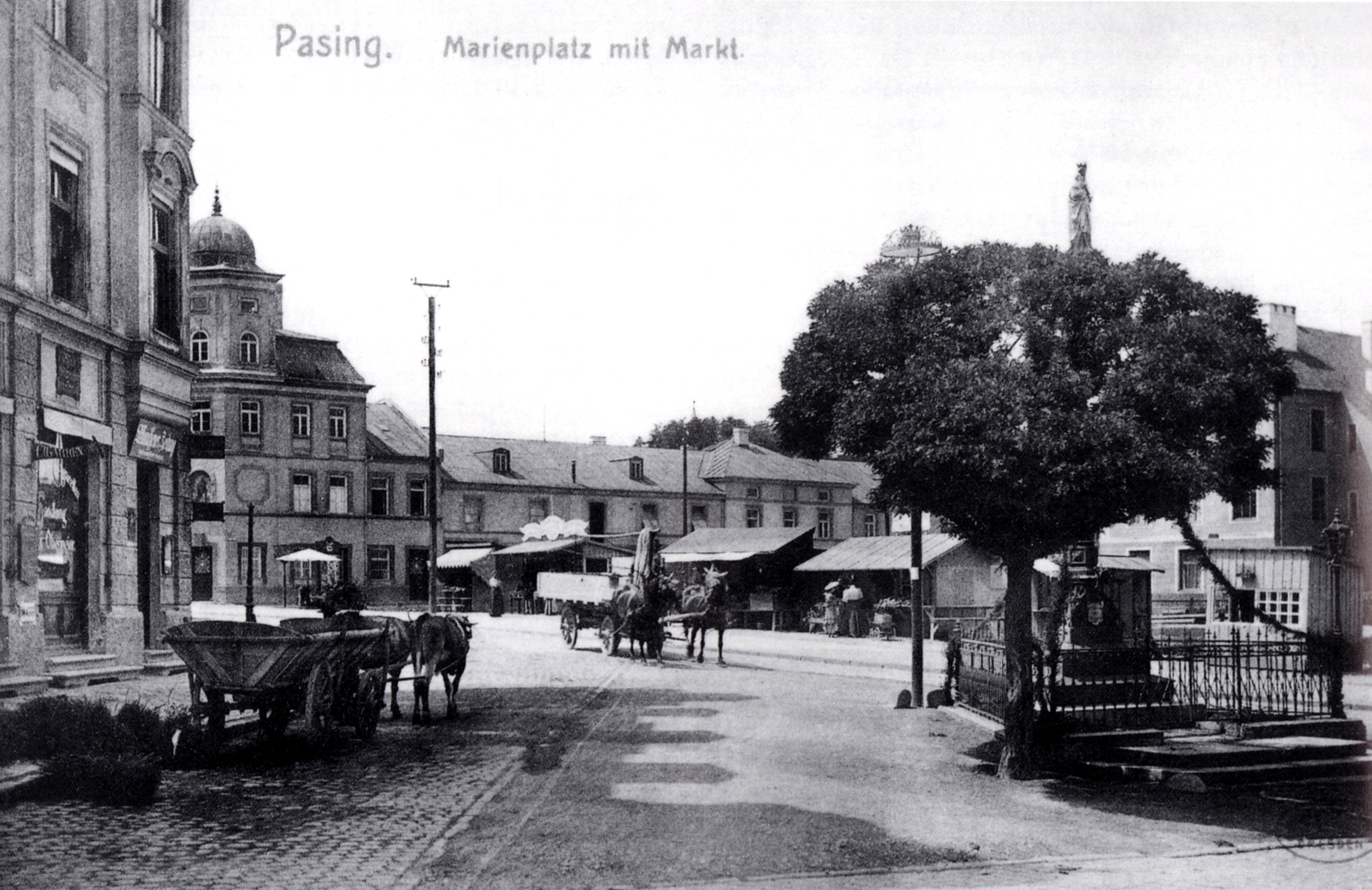
Pasinger Marienplatz um 1900

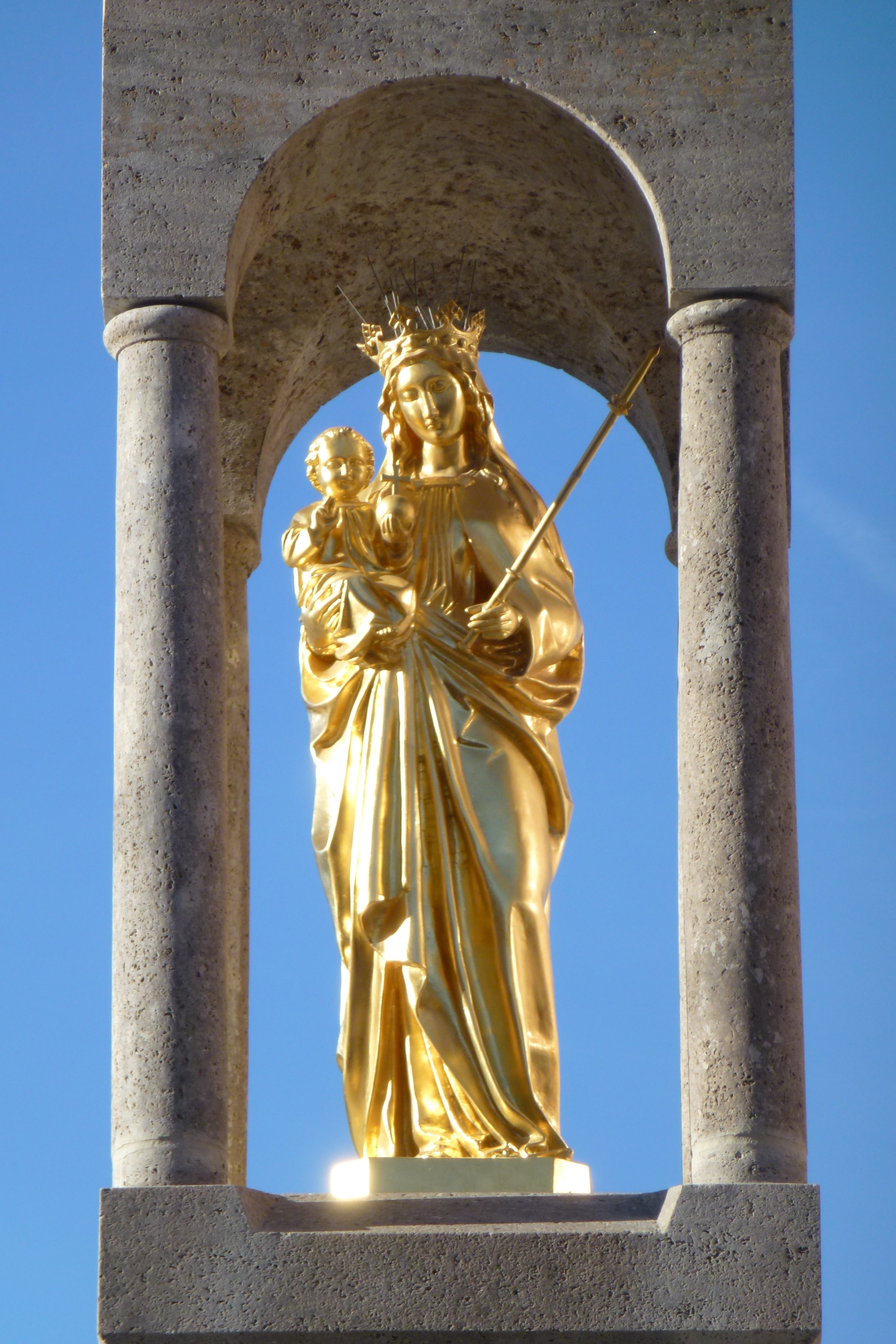
Marienfigur der Pasinger Mariensäule

Nach dem Vorbild des Münchner Marienplatzes wurde der Kreuzungspunkt der historischen, würmbegleitenden Dorfachse (heute: Planegger Straße) mit der in Ost-West-Richtung verlaufenden einstigen herzoglichen Salzstraße (heute: Landsberger Straße und Bodenseestraße) als Marienplatz benannt. Dazu wurde am 31. Oktober 1880 die Pasinger Mariensäule eingeweiht, die damals aus einer schlanken, gusseisernen Säule und der noch heute verwendeten Madonnenstatue bestand. Schon im Jahr 1908 wurde die Mariensäule wieder abgebaut, da die neue Trambahnlinie (Linie 19 und zeitweise auch 29) hier ihren Endpunkt hatte und der Platz für Rangiergleise bzw. eine Wendeschleife benötigt wurde.
Infolge des zunehmenden Verkehrs entstand auf dem Marienplatz eine längliche Verkehrsinsel, an der zunächst Autos geparkt werden konnten. Später befand sich unmittelbar um die Verkehrsinsel herum ein Taxistandplatz.
Nachdem sich ab 1977 der Verein Pasinger Mariensäule e. V. für die Wiedererrichtung der Mariensäule einsetzte, wurde 1980 der Platz erneut umgestaltet. Es wurde eine dreieckige Verkehrsinsel angelegt, in deren Mitte die Mariensäule stand. Auf dem neuen viereckigen Sockel befand sich ein ebenfalls viereckiger Pfeiler, an dessen Spitze eine Überdachung angebracht wurde, in der die Madonnenstatue stand. Die Blickrichtung der Statue war wie früher in Richtung Norden auf das sog. Kopfmiller-Haus. Der Rand der Verkehrsinsel war durch Pfeiler und Ketten bis auf die Nordseite eingefriedet und um die Säule herum befanden sich mehrere breite, fassähnliche Blumenkübel.
Im Rahmen der Umgestaltung und Verkehrsberuhigung des Pasinger Zentrums durch den Bau der Nordumgehung Pasing wurde der Marienplatz ab 2013 erneut umgebaut und die Mariensäule etwas nach Norden versetzt. Nach Planungen der Landschaftsarchitekten Burger und Kühn befindet sich der alte Pfeiler nun auf einem kreisförmigen Sockel, um den Ringe aus hellem Granit und dunklem Basalt gruppiert wurden. Die Blickrichtung der Statue wurde in Richtung Osten (also in Richtung München) gedreht.

## Lage

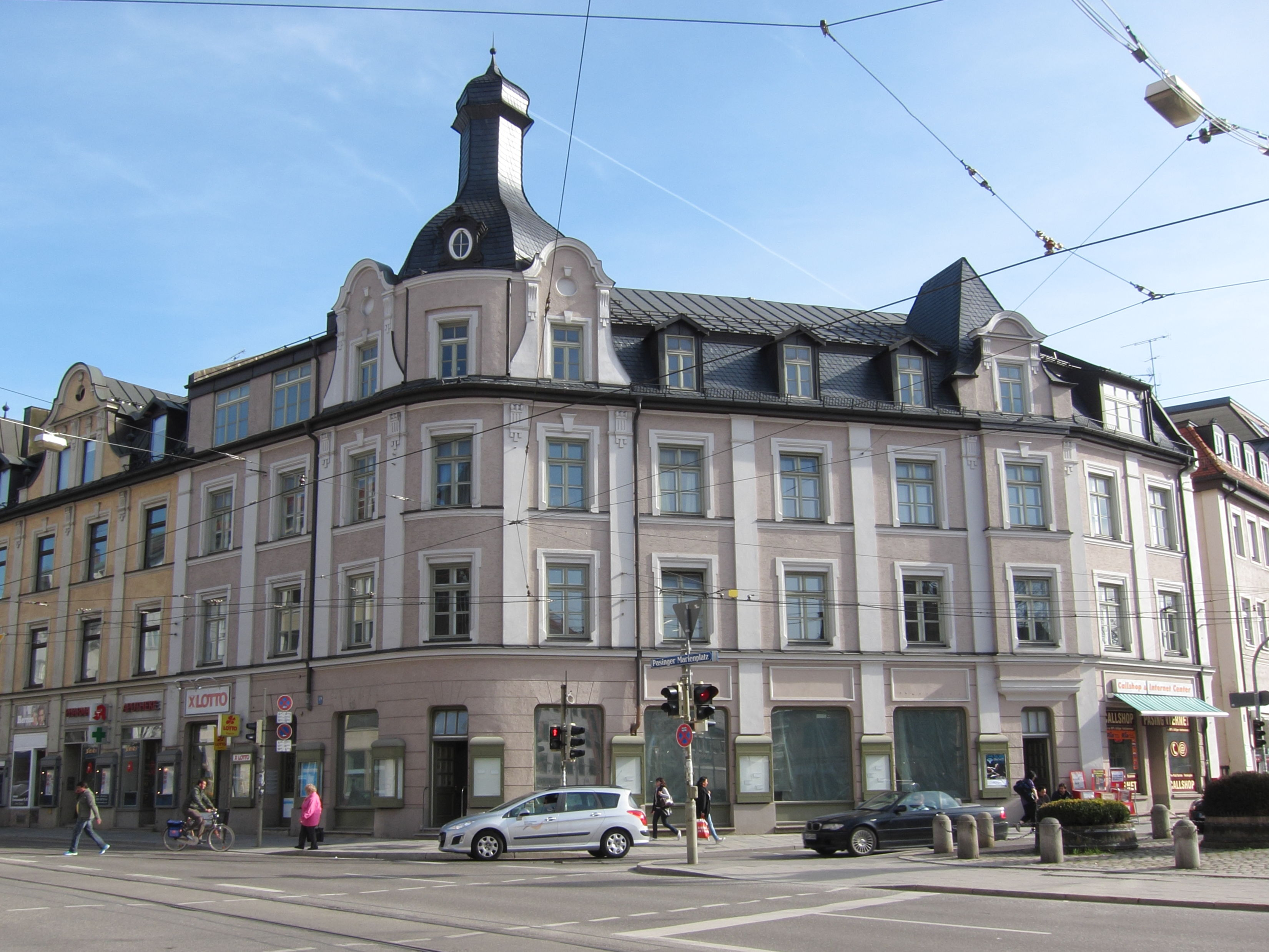
Kring-Haus

Der Marienplatz wird im Norden vom Gasthof zu Post und dem Kopfmiller-Haus begrenzt. Auf der Ostseite stehen das so genannte Kring-Haus und das Röder-Haus in denen Einzelhandelsgeschäfte untergebracht sind. Es folgt das Apothekerhaus mit der 1880 gegründeten St. Jakobs Apotheke; einer der ehemaligen Eigentümer war Fritz Dürrfeld.
Die Südseite des Marienplatzes schließt das Institut der Englischen Fräulein ab. An der Westseite steht die so genannte Pappschachtel, ein Behelfsbau mit Läden und Gaststätte aus der Zeit zwischen den beiden Weltkriegen, der 1921 geschaffene kleine Marienbrunnen und das denkmalgeschützte Confetti-Haus.

## Verkehr
Das Zentrum Pasings war in den letzten Jahrzehnten durch starkes Verkehrsaufkommen belastet, wodurch die Attraktivität des Stadtteils litt und auch die Entwicklungsmöglichkeiten für den Einzelhandel eingeschränkt waren. Die früher über den Marienplatz verlaufende B 2 wurde Ende 2012 auf die am Pasinger Bahnhof verlaufende Nordumgehung Pasing verlagert und der Marienplatz wurde vom Ost-West-Durchgangsverkehr befreit. Die Trambahn wurde zum Pasinger Bahnhof verlängert und streift nun den Marienplatz nur noch am Rande, wenn sie aus der vom Norden kommenden Gleichmannstraße in die nach Osten führende Landsberger Straße abbiegt. Für Autos ist dies neben der Abbiegemöglichkeit aus der vom Westen verlaufenden Bodenseestraße in die nach Süden führende Planegger Straße (und umgekehrt) die einzige Möglichkeit, den Pasinger Marienplatz zu befahren. Lediglich Busse und Taxis dürfen nach wie vor den Platz von der Planegger Straße aus überqueren.

## Kritik

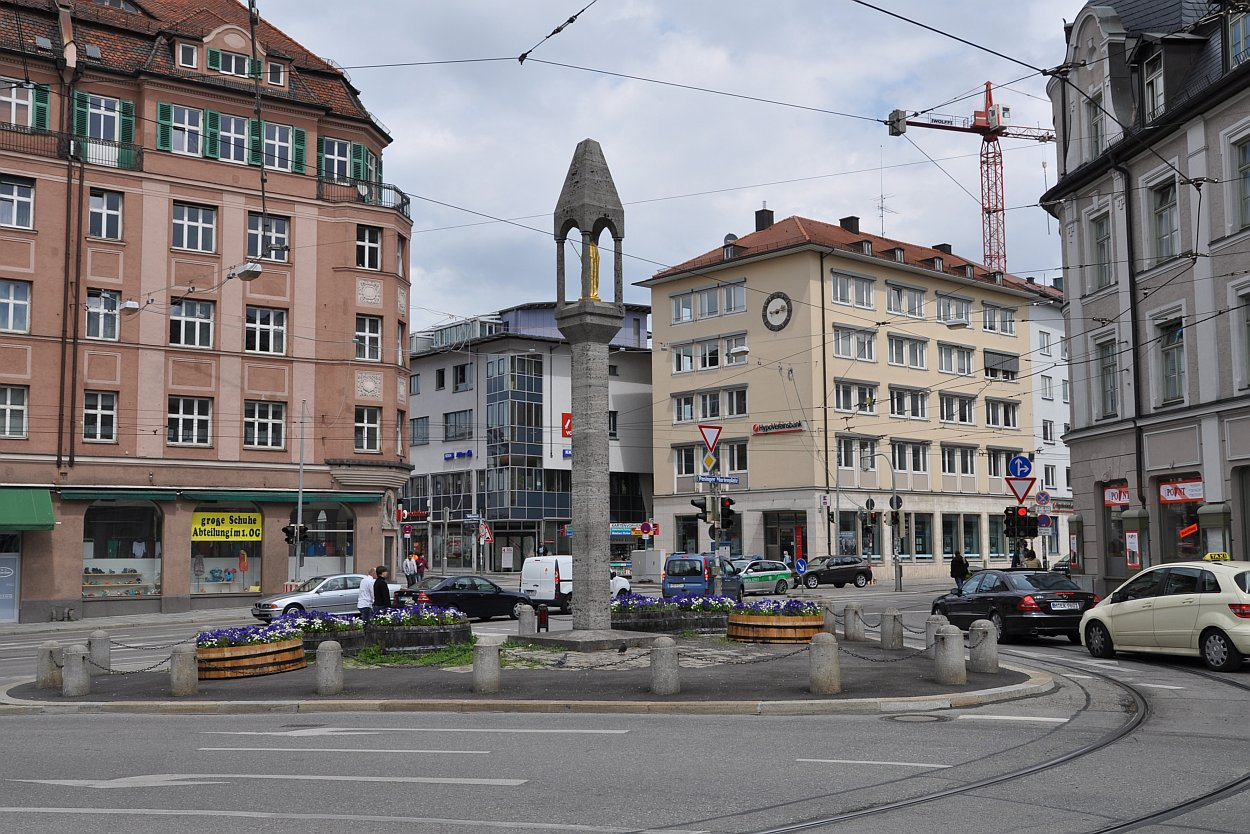
Pasinger Marienplatz vor der letzten Umgestaltung

Die Neugestaltung des Pasinger Marienplatzes wird unterschiedlich bewertet. Positiv hervorgehoben wird oft der enorme Rückgang der früheren Verkehrsbelastung und die Idee, eine Fußgängerzone anzulegen. Kritiker bemängeln allerdings, dass der Platz durch fehlende Bepflanzung (Blumen oder Bäume) oder fehlende Sitzmöglichkeiten trist und leer wirke und so nicht zu einem Begegnungsort werde. Auch die nachträglich aufgestellten metallenen Stühle könnten allenfalls als Provisorium Abhilfe schaffen. Ebenso wird kritisiert, dass das Muster des Straßenpflasters seine Wirkung nur aus der Luftperspektive erziele und vom Boden aus unstrukturiert wirke. Außerdem fehlt einigen Kritikern wie früher eine Einfriedung um den Sockel der Mariensäule, damit z. B. Gebete in einem abgetrennten Bereich gesprochen werden könnten, oder die wiederholte Beschädigung der Leuchte am Sockel durch Verkehrsteilnehmer verhindert werden könnte.